# PGO P22 Concept
Der PGO P22 Concept ist eine Designstudie des französischen Automobilherstellers PGO Automobiles, die im Jahre 2007 auf der 62. Internationalen Automobil-Ausstellung für Personenkraftwagen in Frankfurt am Main erstmals der Weltöffentlichkeit präsentiert wurde.
Mit der Präsentation auf der weltgrößten Automobilschau verfolgte der bis dahin nahezu unbekannte Automobilhersteller das Ziel, seinen Bekanntheitsgrad zu steigern. Um das Ziel zu erreichen, wurde ein Fahrzeug kreiert, das die damals aktuellen Designelemente der Marke in einer zeitgenössischen Karosserie wiedergibt. In Handarbeit schufen die Handwerker ein sportliches Coupé, das mit seinen üppigen Kurven und der strukturierten Linienführung den Großserienmodellen Daihatsu Copen, Mazda MX-5, Volkswagen Eos und Wiesmann Roadster eine Konkurrenz sein sollte. Für den P22 Concept wurde eigens das P2-Chassis entwickelt. Bei dessen Entwicklung arbeitete das französische Unternehmen mit dem Reifenhersteller Manufacture Française des Pneumatiques Michelin zusammen. Ebenso setzte PGO erstmals eine Servolenkung und ein Automatikgetriebe bei einem ihrer Fahrzeuge ein, die seit 2009 ein Bestandteil der Serienausstattung des Speedster II ist. 
Die erste Großserienfertigung von PGO befand sich offiziell in der Planung. Um die Produktionskosten niedrig zu halten, wurde das Modell im sogenannten Baukastenprinzip konzipiert. Dabei sollte in der Bauphase oder gegebenenfalls in einer späteren Umrüstung des Fahrzeuges durch den Austausch bestimmter Komponenten einen Roadster entstehen. Doch anders als erwartet erntete der Neo-Retro-Stil des Fahrzeugs in den Internetforen ein negatives Fazit, was in Zusammenhang mit einem Mangel an personeller wie auch finanzieller Ressourcen, ausgelöst durch den Ausstieg mehrerer Investoren, letzten Endes zu der Einstellung des Projektes führte. 
Trotz des zeitgenössischen Designs hatte man den P22 Concept mit den in die Jahre gekommenen Porsche-Repliken namens PGO 356 Classic und PGO Speedster II verglichen. Dabei ist auch anzumerken, dass PGO bis zur Premiere keine passenden Motoren für das Modell beziehen konnte. So hatte die Designstudie auf der IAA keinen Motor. Zum Start der verworfenen Serienproduktion hätten die Fahrzeuge von einem 206 kW starken und sechszylindrigen V-Motor angetrieben werden sollen.